# Torre de Gálata
A Torre de Gálata (em turco:  Galata Kulesi) é uma torre medieval localizada no bairro que lhe dá o nome na parte europeia de Istambul, na Turquia, ao norte do Corno de Ouro. A torre domina o panorama dessa parte da cidade e nela funciona um museu.

## Dimensões
A torre tem uma altura de 66,9 m (62,59 m não contando com o telhado) e conta com nove andares. Quando foi construída, se converteu na estrutura mais alta da cidade. A base da torre se encontra a 35 m sobre o nível do mar. Tem um diâmetro de 16,45 m na base, com 8,95 m de diâmetro interior, e paredes de 3,75 m de largura. O miradouro se encontra a 51,65 m de altura.

## História
A torre, chamada inicialmente Christea Turris (Torre de Cristo), foi construída em 1348 como parte da expansão da colônia genovesa de Constantinopla. Tratava-se da construção mais alta das fortificações que rodeavam a cidadela genovesa de Gálata. A torre atual não é a mesma que a antiga torre de Gálata, originariamente bizantina, chamada Megálos Pýrgos (em grego: Μεγάλος Πύργος), que controlava o extremo norte do mar para a entrada do Corno de Ouro. Encontrava-se em um lugar diferente e foi destruída durante a Quarta Cruzada, em 1204.
A parte cônica superior da torre se modificou em varias restaurações durante o período otomano, quando se utilizava como torre de vigilância.
Segundo o Seyahatname do historiador e viajante otomano Evliya Çelebi, cerca de 1630 Hezarfen Ahmet Çelebi conseguiu voar utilizando asas artificiais desde a torre até as colinas de Üsküdar, na parte asiática. Evliya Çelebi também fala sobre o irmão de Hezarfen, Lagari Hasan Çelebi, que em 1633 realizou o primeiro vôo com um foguete cônico cheio de pólvora. As façanhas dos irmãos também se encontram recolhidas no livro de 1638, "Discovery of a World in Moone", de John Wilkins. 
Na década de 1960, se substituiu o interior original de madeira por uma estrutura de concreto e se abriu ao público. Nos andares superiores há um restaurante e um café, de onde se desfrutam magníficas vistas de Istambul e do Bósforo. Nos andares superiores também há local de festas onde são apresentados espetáculos turcos. Existem dois elevadores em funcionamento. Mas, para acessar o andar mais alto do mirante, é preciso subir um lance de escadas .
Entre os itens expostos no museu da torre, estão documentos e artefatos do Império Otomano , como cerâmicas, pratos e 